# Revólver Beaumont-Adams
El Beaumont-Adams era un revólver de percusión y doble acción. Originalmente adoptado por el Ejército británico en 1856, en calibre 11,2 mm (.442), muchos fueron modificados posteriormente para emplear cartuchos de percusión central. Fue reemplazado en servicio británico en 1880, por el revólver Enfield Mk I de 11,6 mm.

## Historia
El 20 de febrero de 1856, al Teniente Frederick E.B. Beaumont de los Royal Engineers se le otorgó una patente británica por mejoras al revólver Adams que permitían amartillar y disparar tanto al accionar el martillo como en los revólveres Colt de acción simple, como solo apretando el gatillo. Fue el primer revólver de doble acción. Beaumont obtuvo una Patente de los Estados Unidos (no. 15,032) el 3 de junio del mismo año.

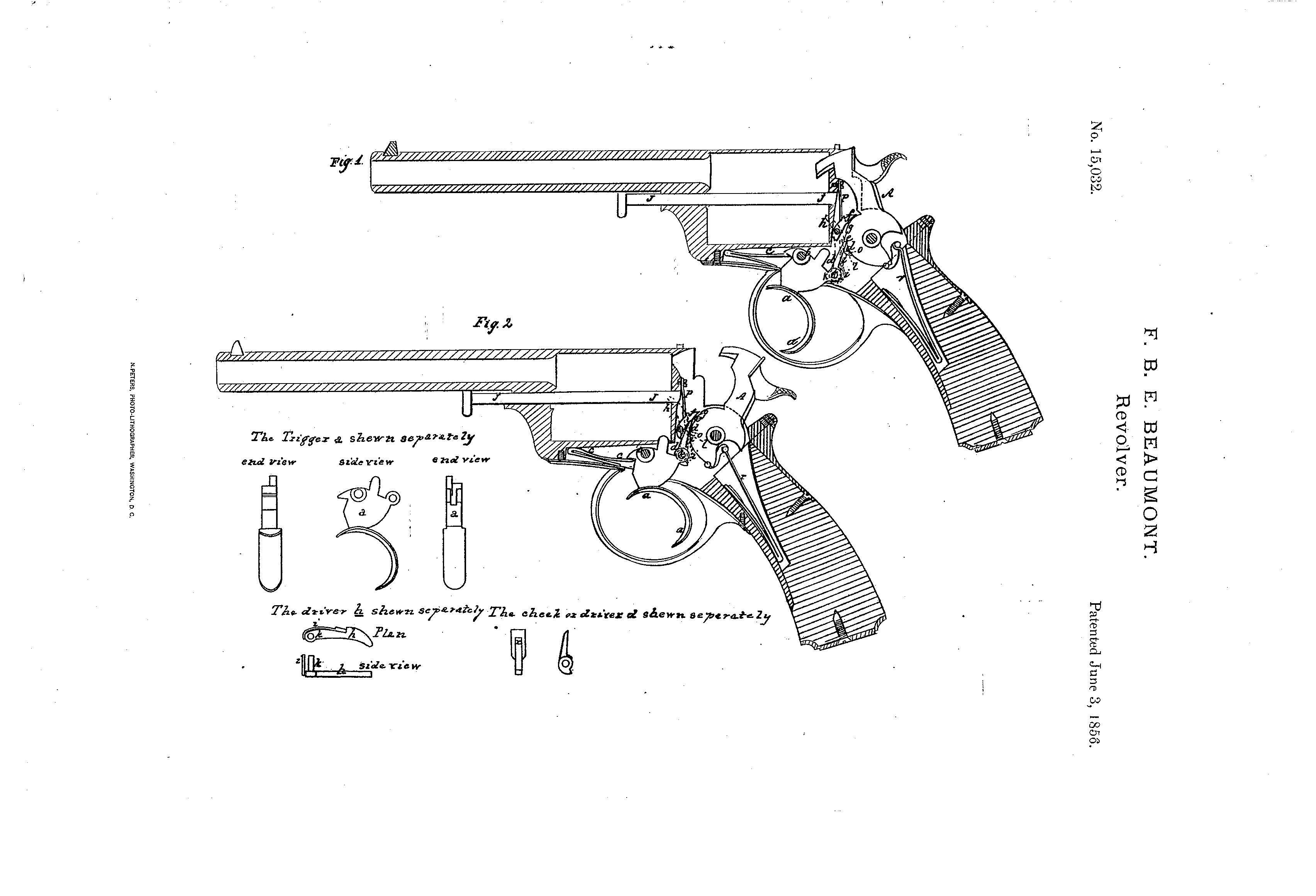
Esquema de la patente de Beaumont.
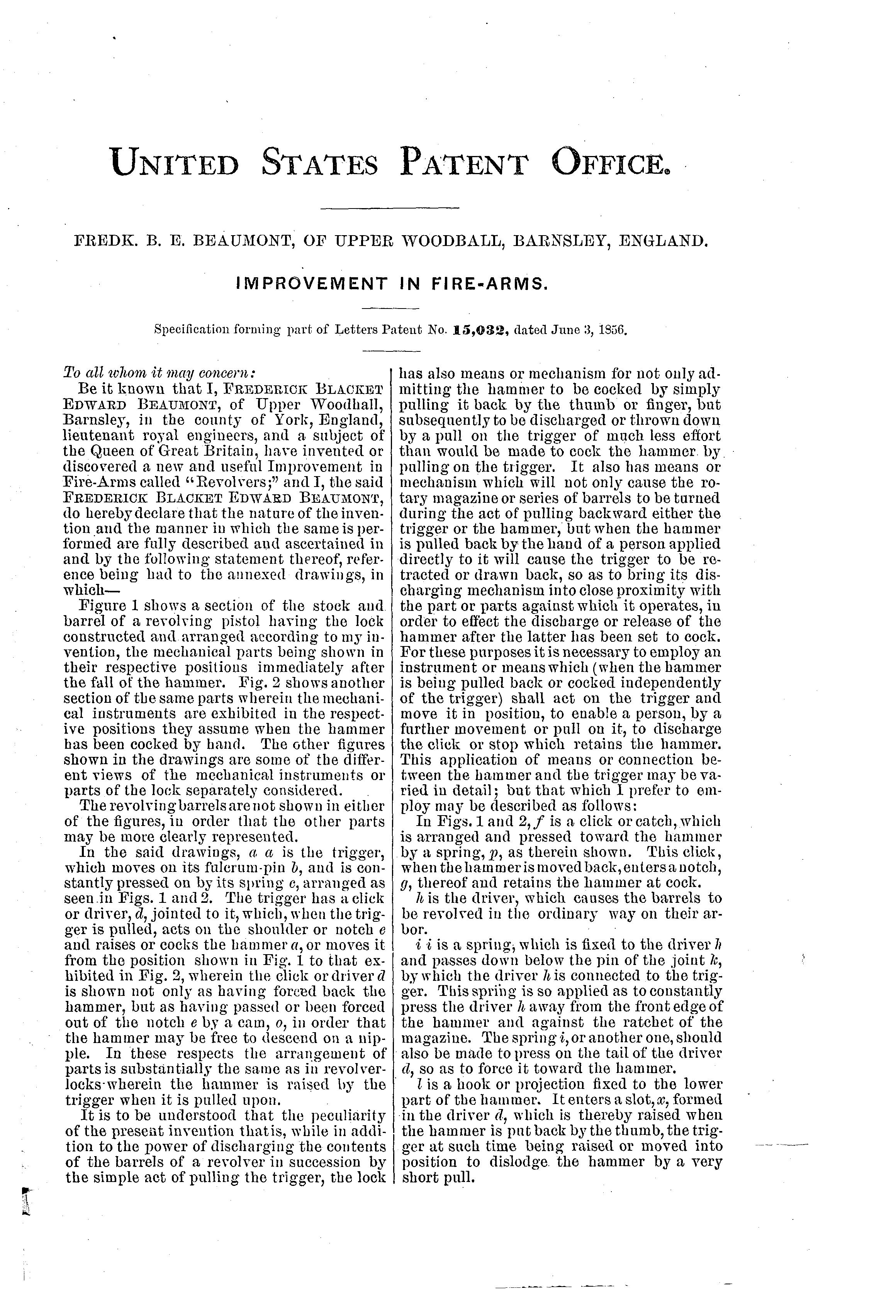
Texto descriptivo de la patente de Beaumont.
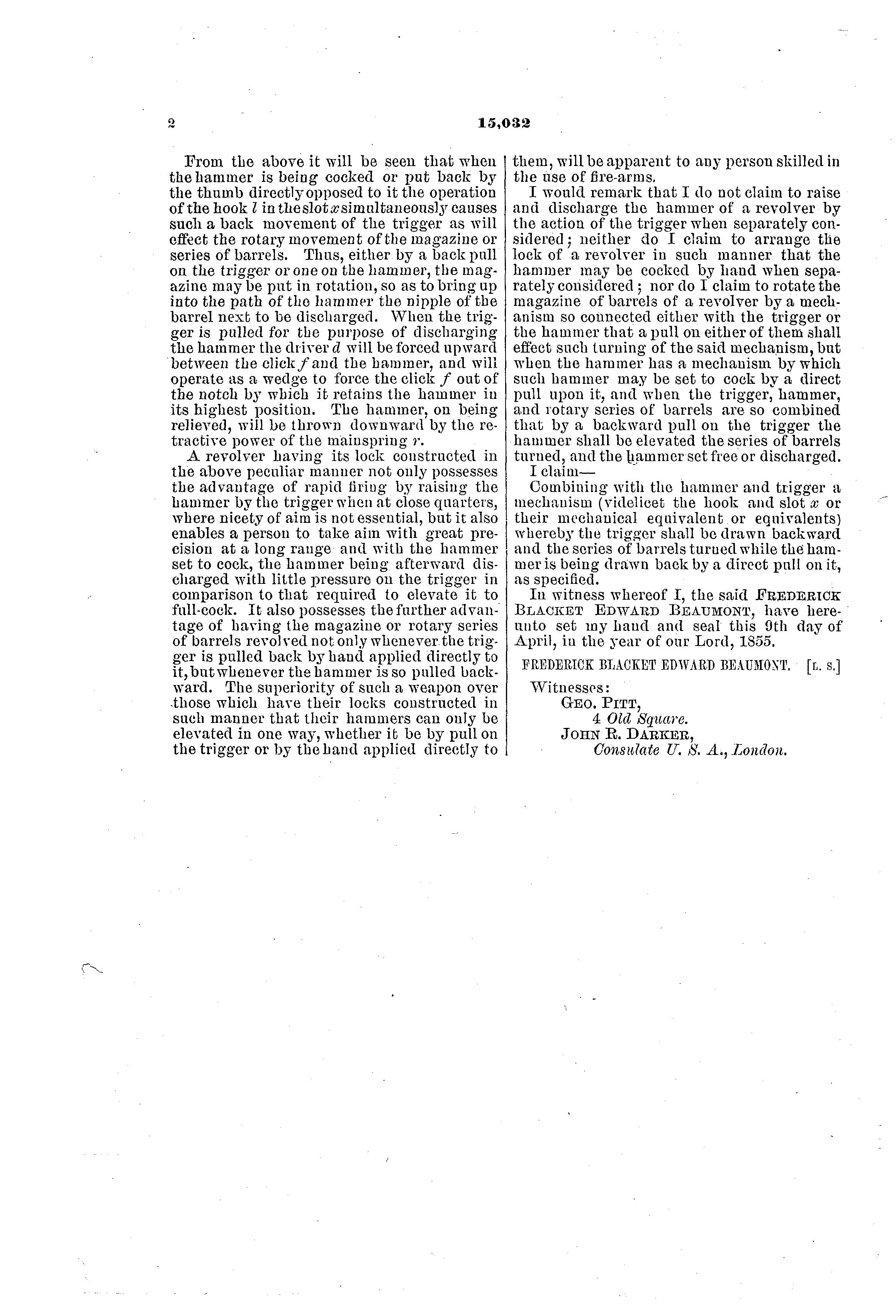

En aquel entonces había una intensa competencia entre Adams y Colt, que estaba expandiendo sus ventas rápidamente y había abierto una fábrica en Londres, compitiendo con el comercio de armas británico al fabricar armas con piezas intercambiables. Los viejos revólveres Adams 1851 y 1854 se autoamartillaban, también conocido como doble acción. El revólver Adams fue el preferido de los oficiales británicos en la Guerra de Crimea y los conflictos coloniales por el poder de detención de su gran bala de 11,2 mm (.442) respecto a su principal contendiente, el pequeño revólver Colt Navy de 9,14 mm (.36) y la velocidad de amartillado del gatillo del Adams para combate a corta distancia (frente al complicado sistema Colt).
En asociación con George y John Deane, la compañía Deane, Adams & Deane produjo el nuevo revólver en una variedad de calibres y tamaños, desde revólveres de bolsillo a grandes versiones militares. El Reino Unido adoptó oficialmente el Beaumont-Adams de 11,2 mm (.442) en 1856, siendo adoptado al poco tiempo por Países Bajos y Rusia. Para cubrir la creciente demanda por sus armas, la Deane, Adams & Deane contrató a compañías en Birmingham y Lieja para fabricar sus armas bajo licencia. El nuevo revólver le dio a Robert Adams una fuerte ventaja competitiva y Samuel Colt cerró su fábrica de Londres por la reducción de las ventas.
En Estados Unidos, la Massachusetts Arms Company fabricó bajo licencia unos 19.000 revólveres en calibre 9,14 mm (.36), de los cuales unos 1.750 fueron comprados por el Ejército de la Unión al inicio de la guerra de Secesión. También fabricaron una versión de bolsillo calibre 8,12 mm (.32).